# Киргизская лошадь

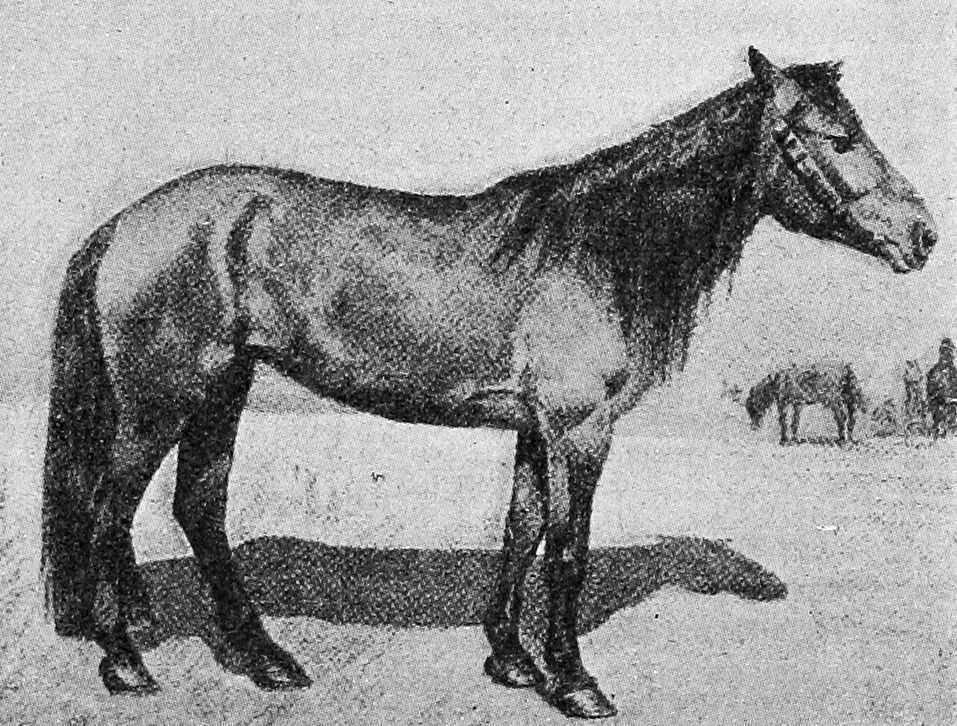
Это изображение было использовано для иллюстрирования статьи «Киргизская лошадь» опубликованной в двенадцатом томе «Военной энциклопедии», который был издан книгоиздательским товариществом И. Д. Сытина в 1913 году в Санкт-Петербурге

Киргизская лошадь — горная порода лошадей, в другом источнике указана как степная порода лошадей.
На конец XIX столетия, в Российской империи, киргизская лошадь — лошадь монгольского типа, чистой крови азиатских пород, круглый год находилась под открытым небом, проводила в степях в полудиком состоянии, и питалась исключительно подножным кормом. Зимою, если выпадали глубокие снега, корм добывать было очень трудно, и масса лошадей гибла от голода. Вследствие этих суровых условий киргизская лошадь некрасива, но замечательно вынослива, крепка и легка, и общее их количество, кочующих от Урала до Алтая, считалось в 4 000 000 голов, в других источнике указано что разводились в Уральских и Оренбургских степях, где их насчитывалось всего до 4 000 000 голов, и что она происходит от монгольской лошади.

## История
На конец XIX столетия, в России, в отношении пород лошадей различали два главных типа:
- лошадь степная;
- лошадь крестьянская;
- кроме того, были заводские лошади различных пород[4].

Главную массу лошадей составляли отнесённые к типу крестьянских. Эти лошади, попав в Россию в очень давние времена из азиатских степей, видоизменялись под влиянием местных условий: в некоторых местностях мельчали, в других перешли в самостоятельные отродья. К числу последних относились финки, эстонки, вятки (вместе с обвинками и казанками).
К степным породам лошадей относятся донские, украинские, черноморские, калмыцкие, кабардинские, абхазские, киргизские, башкирские, туркменские, сибирские и бурятские или монгольские.
Киргизская лошадь происходит от лошадей древних предков киргизов, занимавшихся коневодством еще 4 000 лет назад. Испытала значительное влияние монгольской и отчасти восточных пород лошадей. Киргизские лошади имеют выраженный вьючный тип: короткую, часто оленью шею, массивное удлиненное туловище со слаборазвитой холкой и прямой прочной спиной, свислый круп, короткие достаточно сухие конечности, очень прочные копыта. Средняя высота в холке 137 см, обхват пясти 17,5 см. Масть разнообразная, чаще других встречаются гнедые и серые лошади.
Лошади очень выносливы и неприхотливы, почти круглый год довольствуются подножным кормом, получая лишь зимой немного сена. Киргизских лошадей используют для работы под верхом и под вьюком. В результате улучшения киргизской породы чистокровными верховыми и донскими жеребцами была выведена приспособленная к работе в горах верхово-упряжная новокиргизская порода лошадей.
Среди киргизских лошадей много иноходцев. В хорошем теле выглядят пропорционально, красиво сложенными. Спина короткая, но прочная, крестец мускулистый, ноги с ясно выделяющимися сухожилиями и настолько прочным копытом, что даже во время походов не нуждаются в ковке. На скачках, при дистанции 20 — 30 верст, одну версту проходят в среднем за 1 минуту 36 секунд.
В 1930-х годах в Союзе ССР, киргизская лошадь была распространена в Казахстане, Киргизии, Узбекистане, Туркменистане, Сибири, а их скрещивание с английской скаковой и донской лошадью давало хороших лошадей верхового типа.
В настоящее время киргизские селекционеры работают над улучшением породных качеств киргизской лошади.